# Ajtony nemzetség
A családtörténeti irodalom azt a marosvári Ajtonyt feltételezi az Ajtony nemzetség névadó ősének, aki 11. században a bizánciak támogatásával I. (Szent) István ellenében egészen 1028-ig képes volt fenntartani a Vidintől a Körösökig terjedő nomád típusú államát. A nemzetség ősi, Csanád vármegyei birtokai is ezt az állítást valószínűsítik.

## Korai története
A nemzetség első, oklevelek által is említett tagja János, akinek fiai, Hém és Demeter ispánok 1278 és 1283 között megszerzik a Gömör vármegyei Zubogyot. A nemzetség Gömörben már korábban is birtokos volt, hiszen a Zubogy melletti Szuháról (de Zuha) nevezték őket, ami az első birtokuk volt a megyében. Itt egyházat is emeltek Szent György tiszteletére, amiről a települést a 14. század végétől Szentgyörgyszuhának is neveznek. 1287-ben János harmadik fia Albert ispán Ákos nembeli Istvántól a Borsod megyei Felbárcot kapja adományba, annak a 60 márkának ellenértékében, amivel Istvánt az Aba nembeli Finta fogságából kiváltotta.
Csanád megyei birtoklásukról első ízben 14. század elején emlékeznek meg az oklevelek. Itt az interregnum idején valószínűleg több birtokukat is elveszthették, ezért az Anjou-kori iratok elsősorban az ezekbe való visszaiktatásokról számolnak be. 1315-ben Ajtony nembeli Albert fia János Károly Róberttől Ajtonymonostora nevű örökölt birtokát kérte vissza, amit a király a bemutatott oklevelek alapján, valamint hű szolgálataiért visszaadott neki és nemzetségének. 1329-ben a csanádi káptalan Albert fia Simont és Demeter fia Bekét iktatta Ajtonymonostora és Serjén birtokába. Még ugyanebben az esztendőben Albert fiai, Gergely és Tamás, néhai testvérük János végakarata, és Demeter fiai, Beke, Tamás, Antal és Péter beleegyezésével Felső-Szőlős nevű örökölt birtokukat leánynegyedként Luca nővérük és férje kezére bocsátják.
A 15. századtól a nemzetség tagjait leginkább Serjéni és Szuhai, illetve Orros néven említik. A névhasználat azonban nem következetes, hiszen többször előfordul, hogy ugyanazon személy többféle névvel is megjelenik akár egy adott oklevélben is. Még ezekben az időkben is közösen bírták az ősi javakat: a gömöri Szuhát, Zubogyot (az 1427-es kamarahaszna összeírás szerint 72 jobbágyportájuk volt Gömörben) és a csanádi Serjént, Szőllőst valamint Ráróst.

## Az Orros-ág
Első ismert tagja Orros János fia Miklós, aki 1391-ben Kazai Kakas Jánossal perel az országbíró előtt.1398 előtt a liptóújvári várnagyi tisztet is betöltötte. 1416-ban fia, Dániel a saját, apja, és testvérei, István, András, György, Demeter, József, Ankó és Margit nevében a gömöri Apáti nevű falu felét köti le nagyanyjuk hitbéréért, amelyre nézve Czinege Miklós követeléssel lépett fel. Gyermekei közül Orros György 1437-ben aradi-, 1442-45 között csanádi alispán, 1443-ban szegedi várnagy, 1444-ben országgyűlési követ, Hunyadi János ausztriai hadjáratában esett el 1447-ben. Orros Dániel 1440-ben országgyűlési követ. Orros Demeter fia Imre 1444-ben szerepel. Tőlük származik le az Orrosok serjéni ága.
Orros Miklós fia István a szuhai Orrosok őse, a leszármazottait azonban legtöbbször már csak Szuhainak nevezik az oklevelek. 1427-ben Orros Miklósnak 14 jobbágytelke volt Zubogyon, Szuhai Péter és Vince 15 telekkel rendelkezett Szuhán. 1439-ben Orros István fiai Vince deák és János, Orros Miklós fia Józseffel perelnek serjéni Orros Dániellel, és szuhai Orros András fiaival Lőrinccel és Miklóssal a csanádi Serjén, Szőlős és Rárós ügyében. 1459-ben és 1464-ben végül osztályt tartottak: Szuhai Vince és fia Lázár, valamint Szuhai János Gáspár nevű fiával úgy egyeznek meg serjéni Orros György fiaival Lászlóval és Balázzsal, illetve serjéni Orros Dániel Mihály és Miklós nevű fiaival, hogy a gömöri birtokok a szuhai Orrosok, a csanádiak pedig a serjéni Orrosok kezére kerüljenek.
Szuhai Orros András fia Lőrinc fia György 1479-ben szerepel tanúként Szuhán, aki azonos lehet az 1505-ben felbukkanó (akkor már néhai) "Török" Györggyel.
1488-ban Szuhai János fia Gáspár, és Szuhai Péter fia Simon (a Simon család őse) a gömöri Szuha falu határában fekvő földek ügyében egyezkednek, vagyis egymás közeli rokonai lehettek.
Az Orros-ágból később számos alág és család vált ki. A csanádiaktól származik a nagyserjéni Serjéniek (kihalt), illetve leányágon valószínűleg a kisserjéni Serényi grófok családja is. Gömör megyében az Orrosok az ősei a Szuhai (Orros), a szentgyörgyszuhai Török és a szentgyörgyszuhai Simon családoknak, amelyek azonban mára mind kihaltak.

## A Szuhai-ág
Őse az a Szuhai Sándor, akinek 1427-ben Szuhán 24, Zubogyon 19 telke volt. Két fia ismeretes: László és György. 1431-ben már nem él, a portái ekkor László fia nevén szerepelnek. 1444-ben Szuhai Lászlót és György fiait Demetert és Tamást tiltja a serjéni Orros család Serjén és Szőlős fele részétől. 1446-ban  az országnagyok vizsgálatot tartanak Szuhai György fiai András, Tamás és Demeter pap, Szuhai László fia Bereck, valamint az előbbi András fiai Jakab és Pál kérésére, mert Szeri Pósa István a serjéni birtokukról jogtalanul vitte el az egyik jobbágyukat. 1467-ben Szuhai Berecket és Jakabot több nemzetségbeli társával együtt a gömöri Noák nevű birtokba iktatják. 1484-ben Szuhai Pál és Bereck fiai ellen vizsgálatot rendelnek el az Iván, és a Latrán családdal közösen elkövetett hatalmaskodásai ügyében. 1499-ben Szuhai János eladta a Gömör megyei Szuhán és Zubogyon, a Csanád megyei Szentmiklóson, Szőlősön és Ráróson fekvő birtokrészeit Tornallyai Jánosnak, de ez ellen Szuhai Pál nemzetségi jogon tiltakozott. Ugyanebben az évben Szuhai László fia Bereck és András fia Pál ellentmondanak a Teresztényei család, szuhai és zubogyi birtokaikba való beiktatásának. 1503-ban Szuhai Pál két kaszálót ad el Mellétei Benedeknek, amibe Serjéni László fiai beleegyeznek.
Szuhai György fia Tamást, aki Serjénben telepedett le, a későbbiekben már Serjéni Tamásnak nevezik az okiratok. 1470-ben a feleségével Anna asszonnyal és gyermekeivel Jánossal, Ferenccel, Erzsébettel és Veronikával tiltják Mátyás királyt bizonyos Temes megyei birtokrészek eladományozásától.
A Szuhai-ágból váltak ki a szuhai Serjéni (kihalt) és a szentgyörgyszuhai és szuhafői Szuhay családok.